# Серапион (Александровский)
Митрополи́т Серапио́н (в миру Стефан Сергеевич Александровский; 22 июля 1747, Александровская слобода, Владимирская провинция, Московская губерния — 14 сентября 1824) — епископ Русской православной церкви, митрополит Киевский и Галицкий.

## Биография
Родился 22 июля 1747 года в Александровской слободе Владимирской губернии в семье священника Успенского женского монастыря, расположенного в бывшем опричном дворце Ивана Грозного.
11 марта 1759 года поступил в Троицкую лаврскую духовную семинарию, где получил фамилию Александровский. 23 сентября 1770 года по окончании духовной семинарии оставлен в ней учителем одного из младших классов. 8 февраля 1771 года пострижен в монашество с именем Серапион.
В январе 1772 года назначен проповедником Московской духовной академии.
10 марта 1775 года назначен настоятелем Крестовоздвиженского монастыря в Москве с возведением в сан игумена.
27 января 1776 года перемещён игуменом Московского Знаменского монастыря.
С 17 февраля 1779 года — архимандрит Московского Богоявленского монастыря.
С 1785 года был цензором духовных книг при Московской синодальной типографии. Всё это время он продолжал преподавать в Московской духовной академии.
11 июня 1788 года хиротонисан во епископа Дмитровского, викария Московской епархии, с оставлением архимандритом Московского Богоявленского монастыря.
13 апреля 1797 года награждён орденом Святой Анны 1-й степени.
16 октября 1799 года высочайше утверждённым докладом Святейшего синода переведён на вновь учреждённую Калужскую кафедру. Данное назначение во многом объяснялось тем, что новая Калужская епархия была по сути продолжением Дмитровской. Епископ Серапион как человек известный по тому времени был сочтён достойным для замещения более важной кафедры, и через 5 дней, так и не бывши в епархии, 21 октября был назначен архиепископом Казанским и Симбирским.
Состоял вице-президентом Российского библейского общества в Казани и в Казанском учебном округе.
В Казани прослужил четыре года, но почти не оставил по себе памяти у духовенства и прихожан. Его имя не упоминается в сочинениях по истории казанских духовных школ, храмов и монастырей. При нём не было заметных событий, ничего не известно о каких-либо инициативах архиепископа Серапиона. Из его дневника следует, что архиепископ Серапион почти безвыездно жил в загородном архиерейском доме на Кабане, лишь изредка выезжал для богослужений в кафедральный Благовещенский собор.

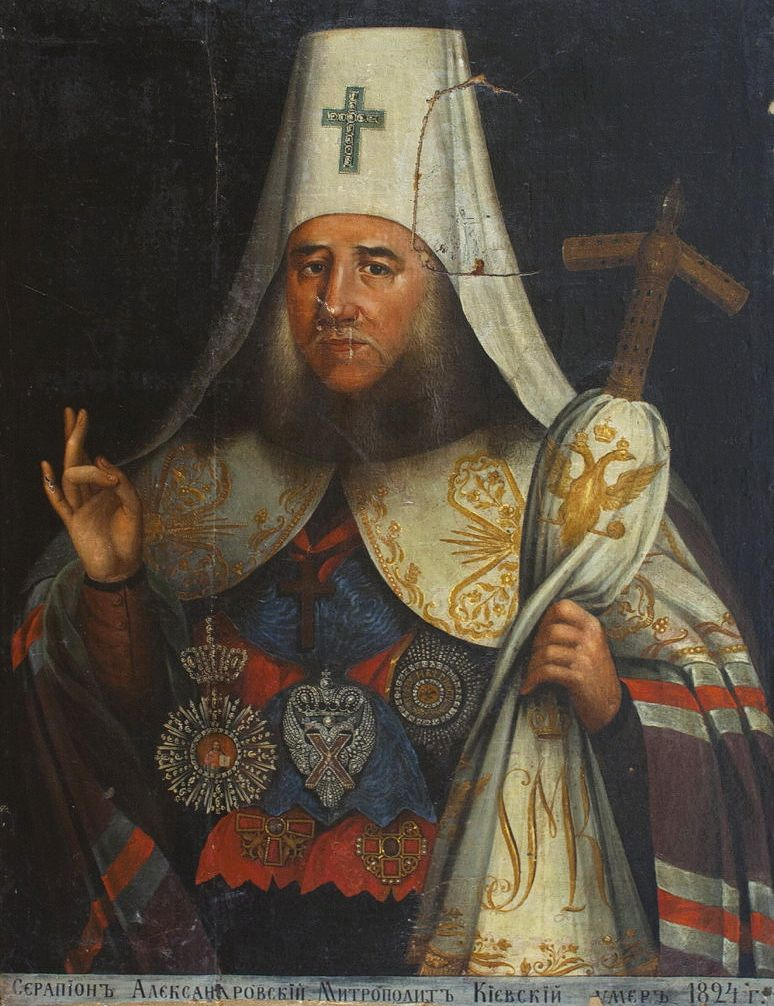
Портрет ок. 1824 г.

С 11 декабря 1803 года — митрополит Киевский и Галицкий и член Святейшего синода.
4 января 1805 года награждён орденом Святого Александра Невского.
В Киеве митрополит Серапион вёл себя совершенно иначе, чем в Казани, он оказался властным и весьма активным архиереем, действовавшим при этом совершенно в духе идей и намерений светской власти.
В 1814 году избран в почётные члены Санкт-Петербургской духовной академии.
24 января 1822 года по прошению был уволен на покой.
Скончался 14 сентября 1824 года. Погребен в Киевском Софийском соборе.
Митрополит Серапион вёл дневник. В «Трудах Киевской духовной академии за 1882 год» (октябрь, ноябрь) помещён дневник его за время управления Киевской митрополией.